# Mercedes Umaña
Mercedes Umaña es un distrito del municipio de Usulután Norte en el departamento de Usulután, El Salvador. Según el censo oficial de 2024, tiene una población de 12.547 habitantes.

## Historia
Según Pedro Cortés y Larraz, para el año 1770 existía en el norte de la parroquia de Usulután las haciendas Umaña y La Barca. En esta última heredad fue establecido un servicio de transporte de barcas en 1775, el cual atravesaba el río Lempa. Ambos latifundios pasaron a formar parte del Partido de San Miguel en 1786. Ya en el siglo XIX, la propiedad tuvo varios dueños, entre ellos Gerardo Barrios, quien trató de instalar una finca de café sin éxito.
Para 1874, en la hacienda Umaña se encontraba el caserío Mercedes, erigido en pueblo el 4 de marzo de ese año, y en el cual habitaban unas 610 personas en 1890. Obtuvo el título de villa el 23 de mayo de 1956.

## Información general
El distrito tiene un área de 61,42 km², y la cabecera una altitud de 360 m s. n. m. Las fiestas patronales se celebran en el mes de septiembre en honor a Nuestra Señora de las Mercedes.